# Coeloides forsteri
Coeloides forsteri är en stekelart som beskrevs av Haeselbarth 1967. Coeloides forsteri ingår i släktet Coeloides och familjen bracksteklar. Inga underarter finns listade i Catalogue of Life.